# إن إتش إل 18
إن إتش إل 18 (بالإنجليزية: NHL 18)‏ هي لعبة فيديو محاكاة هوكي الجليد، تم تطويرها من شركة إي أيه فانكوفر ونشرها من قبل إي أيه سبورتس وإصدارها في سبتمبر 2017، وهي الإصدار ال27 لسلسلة ألعاب إن إتش إل، تم طرحها لأجهزة بلاي ستيشن 4 و إكس بوكس ون، يظهر اللاعب الكندي كونور مكدافيد على غلافها.